# Альберт из Страсбурга

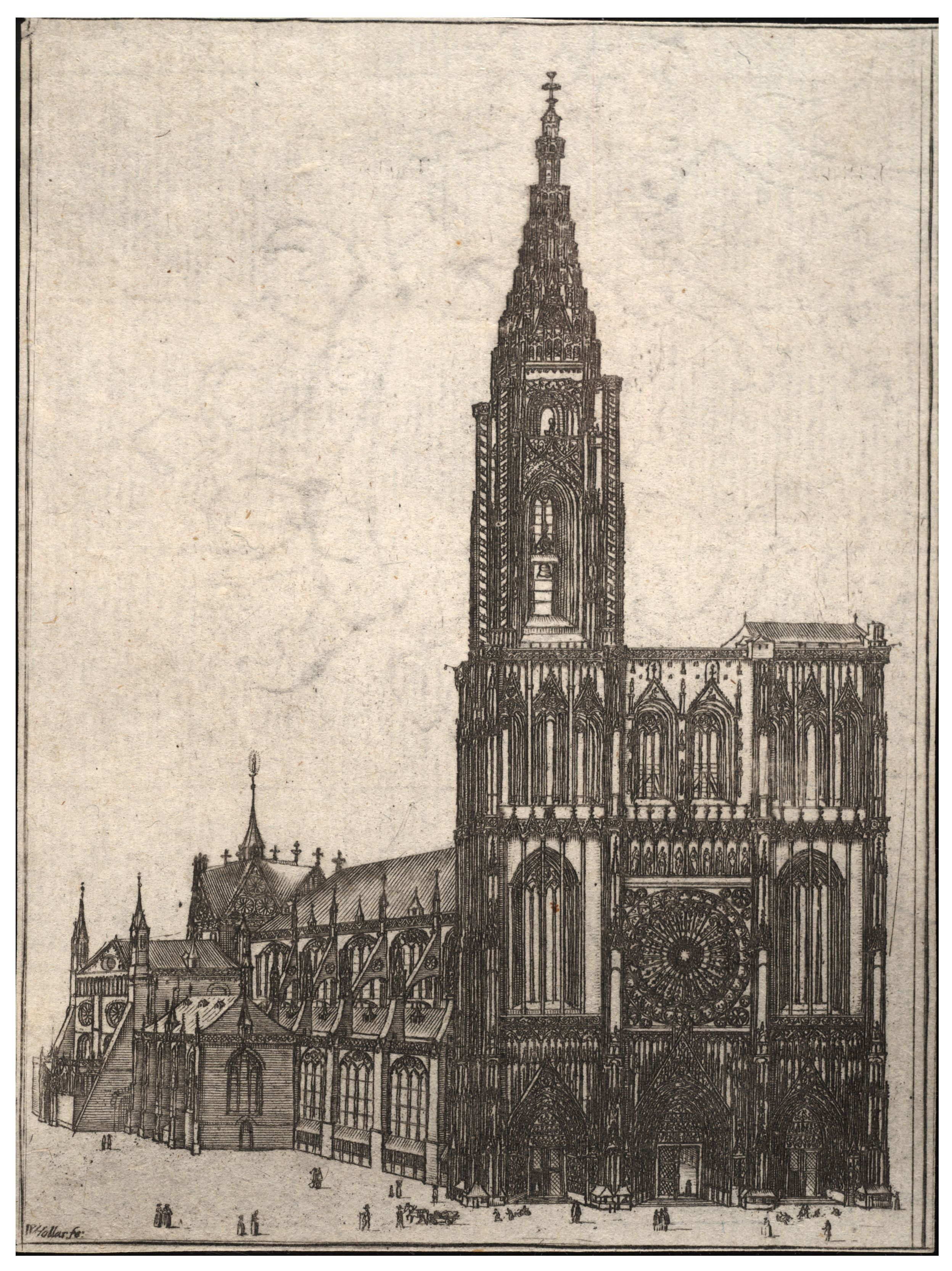
Страсбургский собор. Гравюра Вацлава Холлара (1650)

Альберт из Страсбурга (нем. Albert von Straßburg, лат. Albertus Argentinensis, ум. после 1378, Страсбург) — средневековый немецкий хронист, каноник Страсбургского собора, продолжатель «Хроники» Матиаса из Нойенбурга (лат. Matthiae Neoburgensis Chronica). Его не следует путать с жившими в XIII столетии его полными тёзками и земляками, монахом-архитектором и теологом-премонстрантом, а также епископом Страсбургским Альбертом фон Байерном (ум. 1506).

## Жизнь и труды
Биографических сведений почти нет, предположительно являлся уроженцем Страсбурга, или его окрестностей, и получил богословское образование в одном из местных монастырей. После рукоположения в священники, служил каноником страсбургского кафедрального собора Богоматери. Носил научное звание магистра, что свидетельствует о хорошем образовании.
Продолжил хронику, написанную Матиасом из Нойенбурга (ум. 1364) за период с 1350 года до смерти в 1378 году германского императора Карла IV.
В качестве источника сочинение Альберта заслуживает несколько меньшего доверия, чем исторические труды его предшественника Матиаса и современника Фриче Клозенера, однако содержит ряд ценных сведений, в частности, об итальянском походе (1354) и коронации (1355) Карла IV, а также принятой по его инициативе «Золотой булле» (1356). В нём полностью отсутствуют записи за 1357—1364 годы и нет информации о деятельности императора в Праге, где автор хроники, скорее всегда, никогда не бывал, но излагаются подробности правления страсбургских епископов Иоганна II фон Лихтенберга (1353—1365) и Иоганна III фон Люксембург-Линьи (1365—1371), а также их отношений с авиньонскими папами Иннокентием VI (1352—1362), Урбаном V (1362—1370), Григорием XI (1370—1378) и германскими церковными деятелями.
В научный оборот сочинение Альберта Страсбургского ввёл венский историк-гуманист Иоганн Куспиниан, использовавший его в своих трудах «История римских цезарей» (лат. Caesares, 1522) и «Австрия» (лат. Austria, sive Commentarius de rebus Austriae, 1553), а затем частично опубликовавший в прибавлениях к «Истории римских консулов» (лат. De consulibus Romanorum commentarii, 1553) под заглавием «Alberti Argentinensis Chronici fragmentum». При этом он приписал Альберту авторство в отношении не только к последней части хроники за 1350—1378 годы, но и к начальным разделам за 1273—1350-е, которые, как установлено было позже, принадлежат перу Матиаса Нойенбургского. В 1585 году более полное издание хроники выпустил во Франкфурте парижский издатель-гугенот фламандского происхождения Андреас Вехель. В 1670 году её там же переиздал без изменений Якоб Готфрид Зейлер.
Профессор истории Ростокского университета Карл фон Гегель в своём предисловии к VIII тому «Хроник немецких городов» (нем. Chroniken der deutschen Städte, 1870), содержащему публикации страсбургских хроник Фриче Клозенера и Якоба Твингера из Кёнигсхофена, подробно описал взаимоотношения между Матиасом и его продолжателем Альбертом и, опираясь на выводы кёслинского историка-медиевиста Рудольфа Ханке, указывал, что дополнение хроники с 1350 по 1356 год, возможно, было составлено первым из них, и лишь начиная с 1356 года в ней появляются сообщения второго.
Альберт является также автором латинской «Книжицы фацеций о короле Рудольфе» (лат. Libellus de facetiis Rudolfi regis), содержащей исторические анекдоты о Рудольфе I Гасбурге, источником для которой, помимо сочинения Матиаса, послужило одно из продолжений «Саксонской всемирной хроники». Впервые издавший её вышеназванный Куспиниан безосновательно отождествлял её автора с епископом Фрайзинга Альбертом фон Гогенбергом (ум. 1359).

## Издания
- Chronicon magistri Alberti Argentinensis, incipiens a Rudolpho primo Habspurgensi, usque ad sua tempora // Ioannis Cuspiniani De consulibus Romanorum commentarii, ex optimis vetustissimisque authoribus collecti. — Basileae: Ex officina Ioannis Oporini, 1553. — pp. 667–710.
- Magistri Alberti Argentinensis Chronicon Integrum, Continens Historiarum seriem, à Rudolfo Primo Habspurgensi, usque ad Caroli quarti Imperatoris obitum; id est annum Dominicæ incarnationis 1378 // Germaniae Historicorum illustrium, edidit Christianus Urstisius. — Tomus 2. — Francofurdi: Andreas Wechelus, 1585. — S. 74–166.
- Alberti Argentinensis Libelluli de Facetiis Rudolfi Regis Quae Supersunt // Die Chronik des Mathias von Neuenburg. Hrsg. von Adolf Hofmeister // Monumenta Germaniae Historica. — Tomus 4. — Berolini: APUD Weidmannos, 1924—1940. — pp. 544–548. — (Scriptores rerum Germanicarum, Nova series).